# Luna 15
Luna 15 fu il terzo tentativo da parte dell'URSS di mandare una sonda sulla Luna e farla tornare in parte sulla Terra. Fu una missione all'ultimo momento per precedere l'allunaggio dell'Apollo 11.

## La missione
Luna 15 fu lanciata il 13 luglio del 1969 alle 02:54:42 UTC e fu parcheggiata in un'orbita terrestre intermedia, successivamente fu fatta proseguire verso la Luna. La sonda avrebbe dovuto allunare, compiere degli studi, prelevare del terreno lunare e spedirlo sulla Terra. Inoltre avrebbe eseguito delle foto della superficie lunare, studiato il campo gravitazionale e le rocce lunari.
Luna 15 raggiunse il nostro satellite e si immise in orbita il 17 luglio del 1969 alle 10:00 UT e lì rimase per due giorni mentre il centro di controllo missione eseguiva tutti i test della macchina.
Il 21 luglio, due giorni dopo l'allunaggio dell'Apollo 11, la sonda accese i motori e iniziò la discesa. Sfortunatamente le trasmissioni cessarono 4 minuti dopo l'inizio della manovra, ad una altezza di circa 3 km. Probabilmente Luna 15 impattò contro una montagna. La missione fu un insuccesso.

## Cooperazione con gli USA
Il volo di Luna 15 e la missione Apollo 11 rappresentarono il culmine della gara per la Luna tra le due superpotenze.
Tuttavia, proprio in relazione alla missione di Luna 15 avvenne il primo caso di cooperazione spaziale tra USA e URSS.
Infatti, dopo l'annuncio dell'avvenuto lancio della sonda sovietica, alla NASA si temette che le rotte potessero coincidere e l'astronauta statunitense Frank Borman, che era appena tornato da una visita in Unione Sovietica, contattò il capo dell'Accademia Sovietica delle Scienze Mstislav V. Keldysh esprimendo tali preoccupazioni. Poche ore dopo, fatto rarissimo per le consuetudini delle autorità sovietiche, Keldysh trasmise il piano di volo previsto per assicurarsi che non si scontrasse con Apollo 11.